# Henry Edwards Huntington
Pour les articles homonymes, voir Huntington.
Henry Edwards Huntington (1850-1927) était un magnat des chemins de fer et un collectionneur de livres anciens américain. Neveu de Collis P. Huntington, il occupa une position influente dans le Southern Pacific Railway. En 1898, il acheta le  Los Angeles Railway (LARy) ; il forma en 1901 le Pacific Electric Railway.